# Salvestaden
Salvestaden, som även gick under namnet Medeltidsstaden Salve, var en mindre kopia av en medeltida stad som byggts upp strax utanför Kalmar, omkring 5 kilometer söder om centrum. Här kunde besökarna se och prova på hur livet kunde ha sett ut på medeltiden.
En av initiativtagarna var Peter Dyvik, som även var driftchef en tid.
Besökarna fick utföra medeltida aktiviteter som att gå i väpnarskola, skjuta pilbåge, baka medeltida bröd, måla och designa sköldar och svärd, skåda katapultskjutning m.m. De kunde beskåda gycklare och tornerspel samt delta i gästabud.
TV-serien Salve spelades in 1997 i en tidigare version av Salvestaden som låg alldeles intill Kalmar slott.
Salvestadens stolthet var ett korsvirkeshus i två våningar med måtten 11×6 meter samt 13 meter högt som blev färdigt 2006.
Salvestaden fick nya ägare och drevs sedan hösten 2009 av Anders Nilsson och Emma Svensson med familj. Våren 2010 ägnades åt renovering och upprustning inför sommaren då Salvestaden åter tog emot besökare. Bland andra uppträdde gycklaren Henrik Tynnhammar och skådespelaren Christian Dywik under detta Salvestadens sista år.
Salvestaden hade verksamhet vid Kalmar Dämme mellan åren 2006 - 2010.
Salvestaden var länge en politiskt het fråga i Kalmar, då den totala förlusten för Kalmar kommun var omkring 20 miljoner kronor.
År 2011 fanns ingen verksamhet i Salvestaden, byggnaderna såldes i slutet av 2011 bland annat till Medeltidscentret och resterna revs för att göra plats för andra verksamheter.